# USS Bausell (DD-845)
USS Bausell (DD-845) là một tàu khu trục lớp Gearing được Hải quân Hoa Kỳ chế tạo vào giai đoạn cuối Chiến tranh Thế giới thứ hai. Nó là chiếc tàu chiến duy nhất của Hải quân Mỹ được đặt theo tên Hạ sĩ Thủy quân Lục chiến Lewis K. Bausell (1924–1944), người đã tử trận trong trận Peleliu và được truy tặng Huân chương Danh dự. Hoàn tất khi chiến tranh đã sắp kết thúc, con tàu tiếp tục phục vụ trong giai đoạn Chiến tranh Lạnh, Chiến tranh Triều Tiên và Chiến tranh Việt Nam cho đến năm 1978. Nó bị đánh chìm như một mục tiêu năm 1987. Bausell được tặng thưởng danh hiệu chín Ngôi sao Chiến trận do thành tích phục vụ trong Chiến tranh Việt Nam.

## Thiết kế và chế tạo
Bausell được đặt lườn tại xưởng tàu của hãng Bath Iron Works Corp. ở Bath, Maine vào ngày 28 tháng 5 năm 1945. Nó được hạ thủy vào ngày 19 tháng 11 năm 1945; được đỡ đầu bởi bà Lawrence K. Bausell, mẹ Hạ sĩ Bausell, và nhập biên chế tại Boston, Massachusetts vào ngày 7 tháng 2 năm 1946 dưới quyền chỉ huy của Hạm trưởng, Trung tá Hải quân James V. Bewick.

## Lịch sử hoạt động

### 1946 - 1950
Sau khi hoàn tất việc trang bị kéo dài một tháng tại Xưởng hải quân Boston, Bausell lên đường cho chuyến đi chạy thử máy huấn luyện kéo dài tám tuần tại vùng biển Tây Ấn. Quay trở về vào ngày 4 tháng 6 năm 1946, nó trải qua bốn tuần lễ được sửa chữa sau chạy thử máy trước khi lên đường vào ngày 5 tháng 7 để gia nhập Hạm đội Thái Bình Dương. Băng qua kênh đào Panama, nó đi đến cảng nhà mới San Diego, California vào ngày 23 tháng 7.

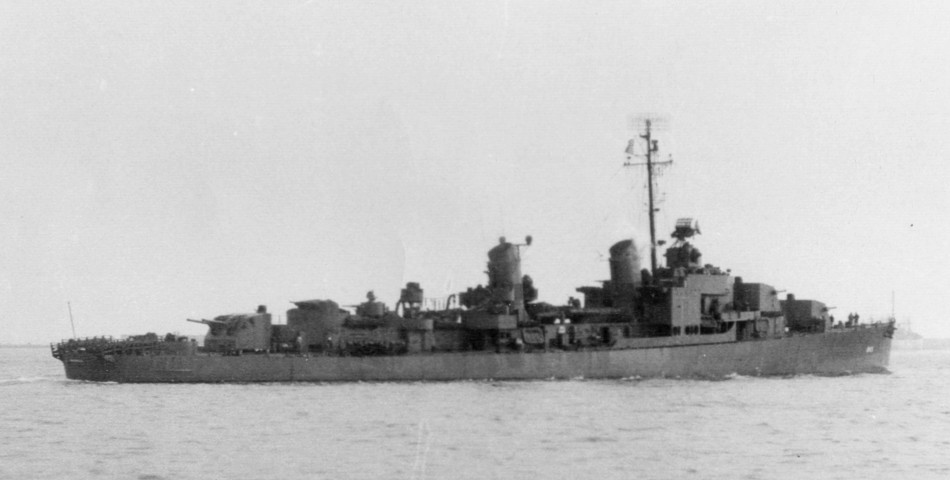
USS Bausell (DD-845) vào năm 1946.

Cho dù không hoạt động do thiếu hụt nhân sự, Bausell vẫn được điều động gia nhập Đội khu trục 12 vào ngày 30 tháng 11. Khi thủy thủ đoàn được tập trung đầy đủ vào tháng 1 năm 1947, nó bắt đầu hoạt động huấn luyện tại chỗ ngoài khơi San Diego, rồi tham gia các cuộc tập trận hạm đội tại vùng biển quần đảo Hawaii vào cuối tháng 2. Sang đầu tháng 3, nó trợ giúp cho tàu tuần dương hạng nhẹ Tucson (CL-98) trong một nỗ lực tìm kiếm không có kết quả những người sống sót sau khi chiếc tàu buôn Fort Dearborn bị đắm. Đi đến Trân Châu Cảng vào ngày 8 tháng 7, nó hoạt động huấn luyện quân nhân dự bị từ cảng này cho đến khi lên đường đi Xưởng hải quân Puget Sound tại Bremerton, Washington vào ngày 1 tháng 10, nơi nó trải qua đợt đại tu kéo dài bốn tháng.
Bausell quay trở về San Diego vào cuối tháng 2 năm 1948, và chuẩn bị cho một lượt hoạt động khác tại Viễn Đông. Nó rời San Diego vào ngày 9 tháng 3, đi đến Trân Châu Cảng và hoạt động thực hành chống tàu ngầm tại khu vực này trong hai tuần lễ trước khi tiếp tục hành trình. Đi đến Thanh Đảo, Trung Quốc vào ngày 15 tháng 4, trong sáu tháng tiếp theo sau nó tuần tra trong khu vực biển Hoàng Hải hộ tống các tàu bè Hoa Kỳ đi lại trong khu vực, cho đến khi chính phủ Trung Quốc đóng cửa cảng cảng đối với tàu chiến Hoa Kỳ. Nó quay trở về San Diego vào ngày 26 tháng 11.
Trong một năm tiếp theo, Bausell tiến hành những hoạt động thường lệ từ San Diego trong thành phần Đội khu trục 12, và tiếp tục cho đến ngày 11 tháng 11 năm 1949, khi nó lên đường đi sang khu vực Tây Thái Bình Dương. Đi đến vịnh Subic vào ngày 30 tháng 11, nó hoạt động tại vùng biển Philippines cho đến hết năm đó. Nó lên đường vào ngày 7 tháng 1 năm 1950 để đi sang vùng bờ biển Trung Quốc, nơi nó trợ giúp cho chiếc tàu buôn SS Flying Arrow, vốn bị hư hại do trúng đạn pháo từ một tàu Trung Quốc và phải neo đậu tại vùng cửa sông Dương Tử. Đến ngày 10 tháng 1, nó cùng tàu khu trục chị em Stickell (DD-888) và tàu xà lúp Anh Quốc HMS Black Swan (L57) hộ tống cho chiếc tàu buôn rút lui. Chiếc tàu khu trục sau đó tiếp tục hoạt động trinh sát vùng cửa sông Dương Tử và ngoài khơi Thanh Đảo trước khi quay trở về vịnh Subic vào ngày 27 tháng 1.

### Chiến tranh Triều Tiên
Bausell tiếp tục hoạt động tuần tra tại các vùng biển Philippines và Nhật Bản trước khi lên đường vào ngày 20 tháng 5 năm 1950 để quay trở về vùng bờ Tây. Sau các chặng dừng tại Guam và Trân Châu Cảng, nó về đến San Diego vào ngày 13 tháng 6, và trong ba tháng tiếp theo con tàu hoạt động thường lệ tại chỗ trước khi đi vào Xưởng hải quân Mare Island cho một đợt đại tu kéo dài tám tuần. Chiếc tàu khu trục khởi hành vào ngày 19 tháng 2 năm 1951 cùng với hai đồng đội thuộc Đội khu trục 12: Agerholm (DD-826) và Richard B. Anderson (DD-786), để đi sang vùng biển Triều Tiên.
Đội khu trục đi đến Sasebo, Nhật Bản vào ngày 18 tháng 3, rồi gia nhập Lực lượng Đặc nhiệm 77 tại vùng biển ngoài khơi bờ Đông bán đảo Triều Tiên ba ngày sau đó. Hoạt động cùng với tàu khu trục Anh HMS Cockade (R34) trong đợt này, Bausell đã tuần tra tại khu vực Songjin-Wonsan để ngăn chặn các tàu Bắc Triều Tiên vận chuyển vũ khí và tiếp liệu, đồng thời tham gia bắn phá bờ biển từ ngày 24 đến ngày 28 tháng 4. Con tàu sau đó được điều sang nhiệm vụ tuần tra tại eo biển Đài Loan, một chiến dịch được bắt đầu từ tháng 6 năm 1950 nhằm ngăn chặn xung đột giữa phe Trung Cộng với phía Quốc dân Đảng đã triệt thoái ra đảo Đài Loan. Chiếc tàu khu trục đã tuần tra gần khu vực quần đảo Bành Hồ từ ngày 11 tháng 6 đến ngày 18 tháng 7; rồi quay trở lại vùng biển Triều Tiên từ ngày 7 tháng 8, tiếp tục tham gia cuộc chiến tranh thêm năm tuần lễ trước khi lên đường quay trở về San Diego vào ngày 16 tháng 9.
Bausell tiến hành các hoạt động thường lệ tại chỗ trong bảy tháng tiếp theo, bao gồm việc thực hành tác xạ và huấn luyện thành viên mới của thủy thủ đoàn. Nó khởi hành vào ngày 20 tháng 5, 1952 để quay trở lại vùng biển Triều Tiên, tiếp tục hoạt động tuần tra cùng Lực lượng Đặc nhiệm 77 ngoài khơi bờ biển phía Đông bán đảo. Nó đã hỗ trợ hải pháo cho hoạt động tác chiến khi cần thiết, và đã bốn lần đấu pháo tay đôi với các khẩu đội pháo bờ biển đối phương trong suốt mùa Hè; thỉnh thoảng nó được được huy động hộ tống bảo vệ cho các đội đặc nhiệm tàu sân bay, đảm nhiệm canh phòng máy bay tại khu vực hoạt động. Sau khi hoàn tất lượt hoạt động, nó lên đường quay trở về nhà vào đầu tháng 12, về đến San Diego vào ngày 20 tháng 12.
Bausell trải qua một đợt đại tu tại Xưởng hải quân Mare Island bắt đầu từ ngày 29 tháng 1, 1953, kéo dài trong sáu tháng. Khi công việc sửa chữa hoàn tất vào tháng 7, nó trải qua hai tháng tiếp theo hoạt động huấn luyện ôn tập nhằm chuẩn bị cho lượt biệt phái sang Viễn Đông tiếp theo. Nó khởi hành từ San Diego vào ngày 8 tháng 9, đi đến vùng biển Triều Tiên và cùng với các đơn vị khác thuộc Đệ Thất hạm đội giám sát thỏa thuận ngừng bắn, vốn đã đạt được vào tháng 7 nhằm kết thúc cuộc xung đột. Chiếc tàu khu trục tiếp tục hoạt động ngoài khơi Triều Tiên và Đài Loan trong sáu tháng, thường xuyên ghé các cảng Yokosuka, Pusan và Cơ Long để bảo trì và sửa chữa, cho đến khi được thay phiên vào cuối tháng 3, 1954. Nó về đến San Diego vào ngày 16 tháng 4.

### 1954 - 1962
Từ tháng 11, 1954 đến tháng 4, 1955, Bausell thực hiện lượt phục vụ thứ sáu tại khu vực Tây Thái Bình Dương. Thoạt tiên hoạt động ngoài khơi vịnh Subic, Philippines, nó được lệnh đi lên phía Bắc đến Đài Loan, sau khi xảy ra sự kiện máy bay Trung Quốc tấn công tàu bè của phe Quốc Dân Đảng tại khu vực quần đảo Đại Trần vào ngày 10 tháng 1, 1955. Chiếc tàu khu trục đã tuần tra tại vùng biển lân cận trong ba tuần tiếp theo, cho đến đầu tháng 2, khi có quyết định triệt thoái binh lính và thường dân phe Quốc Dân Đảng khỏi Đại Trần. Nó đã hỗ trợ cho hoạt động triệt thoái, rồi viếng thăm Hong Kong và trải qua một đợt sửa chữa ngắn tại Sasebo trước khi quay trở về Hoa Kỳ vào đầu tháng 4.
Trong bốn năm tiếp theo, Bausell còn được phái sang phục vụ tại khu vực Tây Thái Bình Dương thêm ba lượt khác. Trong các chuyến đi này, nó thực tập chống tàu ngần cùng với các đơn vị khác thuộc Đệ Thất hạm đội, tuần tra tại vùng biển ngoài khơi Triều Tiên và Đài Loan, và tập trận phối hợp cùng hải quân các nước khác tại vùng biển Philippine và Australia.
Vào tháng 7, 1960, Bausell đi đến Xưởng hải quân Puget Sound để được sửa chữa và nâng cấp trong khuôn khổ Chương trình Hồi sinh và Hiện đại hóa Hạm đội I (FRAM: Fleet Rehabilitation and Modernization), nhằm kéo dài vòng đời hoạt động thêm 10 đến 20 năm, đồng thời nâng cao năng lực tác chiến chống ngầm. Nó được cải tiến với những thiết bị điện tử, radar và sonar hiện đại, được bổ sung hai bệ ống phóng ngư lôi Mark 32 ba nòng, bệ phóng tên lửa chống ngầm RUR-5 ASROC giữa các ống khói, cùng hầm chứa và sàn đáp để vận hành máy bay trực thăng không người lái chống tàu ngầm Gyrodyne QH-50 DASH.
Hoàn tất việc nâng cấp vào ngày 15 tháng 7, 1961, Bausell thực hiện một chuyến đi ngắn đến Vancouver, British Columbia trước khi lên đường đi San Diego. Tại đây trong hơn một năm tiếp theo, nó tiến hành chạy thử máy huấn luyện và thực hành vũ khí để thử nghiệm những thiết bị mới. Vào mùa Hè năm 1962, nó viếng thăm Seattle để tham dự Hội chợ Thế giới tại đây, rồi tiếp tục tham dự Lễ hội Hoa hồng tại Portland, Oregon. Vào ngày 11 tháng 5, 1962, nó tham gia một cuộc thử nghiệm về ảnh hưởng bức xạ phóng xạ chịu đựng sau một vụ nổ nguyên tử ngầm dưới nước. Tàu khu trục Agerholm đã phóng một tên lửa ASROC hướng về phía nó, trong khi mọi thành viên thủy thủ đoàn phải rời tàu chỉ để lại các thiết bị đo lường phóng xạ. Tuy nhiên bức xạ của vụ nổ dưới nước đã không lan truyền đến con tàu.

### Chiến tranh Việt Nam
Bausell lại được phái sang hoạt động tại Viễn Đông vào tháng 11, 1962. Nó trải qua sáu tháng phục vụ tuần tra tại biển Đông xen kẻ với những lượt viếng thăm thiện chi các cảng Singapore, Djakarta và Darwin, Australia. Quay trở về nhà vào ngày 30 tháng 6, 1963, nó hoạt động tại chỗ từ cảng San Diego cho đến tháng 11. Sau một đợt đại tu kéo dài tại cảng San Diego, nó tiếp nối các hoạt động tại chỗ từ ngày 22 tháng 3, 1964, bao gồm việc thử nghiệm chuẩn nhận máy bay trực thăng và thực hành vũ khí, cho đến tháng 7. Con tàu khởi hành vào ngày 5 tháng 8 để đi sang hoạt động tại khu vực Tây Thái Bình Dương, và gia nhập cùng Đệ Thất hạm đội vốn đang tập trung phần lớn lực lượng tại biển Đông. Nó phục vụ hộ tống bảo vệ cho các tàu sân bay cùng các đơn vị đổ bộ khác hoạt động ngoài khơi Việt Nam, cho đến khi quay trở về San Diego vào tháng 2, 1965.
Trong gần một năm tiếp theo, Bausell tiến hành huấn luyện cùng các hoạt động tại chỗ dọc theo vùng bờ Tây, bao gồm việc phục vụ canh phòng máy bay cho các tàu sân bay ngoài khơi bờ biển California, huấn luyện chống tàu ngầm nhằm đối phó được với thế hệ tàu ngầm Liên Xô mới hoạt động tại Thái Bình Dương. Nó còn thực hiện một chuyến đi thực tập kéo dài sáu tuần lễ dành cho học viên sĩ quan, đi đến Tacoma, Washington; San Francisco và Trân Châu Cảng trong mùa Hè.
Do xung đột ngày càng leo thang trong cuộc Chiến tranh Việt Nam, Bausell lại được phái sang vùng chiến sự vào ngày 7 tháng 1, 1966. Sau khi đến nơi, nhiệm vụ đầu tiên của nó tại biển Đông là theo dõi hoạt động của tàu đánh cá Liên Xô Protractor, vốn là một tàu trinh sát tình báo ngụy trang, ngăn chặn nó thu thập những thông tin liên lạc của Hải quân Hoa Kỳ. Ngoài ra nó còn phục vụ hộ tống và canh phòng máy bay cho các tàu sân bay Ranger (CV-61) và Ticonderoga (CVA-14), cũng như hoạt động hỗ trợ hải pháo dọc bờ biển, và nhiệm vụ tìm kiếm và giải cứu (SAR) trong vịnh Bắc Bộ. Chỉ trong tháng 3 và tháng 4, nó đã bắn tổng cộng hơn 7.000 quả đạn pháo 5-inch xuống các mục tiêu trên đất liền, và phối hợp cùng tàu khu trục Worden (DLG-18) giải cứu bốn phi công bị bắn rơi. Chiếc tàu khu trục đã viếng thăm vịnh Subic, Philippines cùng nhiều cảng Viễn Đông khác trước khi lên đường quay trở về nhà vào ngày 27 tháng 6.
Sau khi quay trở về San Diego, Bausell chuẩn bị cho một đợt đại tu và cải tiến tại Xưởng hải quân vịnh San Francisco. Công việc bắt đầu từ ngày 23 tháng 9, khi các tháp pháo 5-inch của nó được hiện đại hóa, động cơ được sửa chữa, và đại tu các hệ thống sonar, radar điều khiển hỏa lực và hệ thống chống chế áp điện tử (ECM: electronic counter-measures). Hoàn tất việc chạy thử máy vào ngày 22 tháng 12, con tàu bắt đầu một loạt các đợt thực hành tác xạ, bắn phá bờ biển và máy bay trực thăng, kéo dài cho đến tháng 4, 1967.
Bausell khởi hành từ San Diego vào ngày 15 tháng 5 để đi sang Viễn Đông, đi ngang qua Trân Châu Cảng, Midway và Yokosuka trước khi đến vịnh Subic vào ngày 12 tháng 6. Con tàu được tiếp liệu và chất đạn dược trước khi lên đường đi sang Trạm Yankee vào ngày 17 tháng 6. Tại đây nó phục vụ hộ tống và chống tàu ngầm cho các tàu sân bay Constellation (CVA-64) và Intrepid (CVS-11) cho đến ngày 14 tháng 7. Sau một lượt nghỉ ngơi và bảo trì ngắn tại Sasebo, nó quay trở lại vịnh Bắc Bộ để phục vụ cùng tàu sân bay Oriskany (CVA-34) cho đến ngày 17 tháng 8. Nó tách khỏi chiếc tàu sân bay để hoạt động bắn phá dọc bờ biển Việt Nam tại khu vực Đồng Hới trong mười ngày tiếp theo, rồi quay trở lại vịnh Bắc Bộ vào ngày 13 tháng 9 để tiếp tục nhiệm vụ hộ tống. Ba tuần sau đó, sau một lượt thực hành chống tàu ngầm phối hợp cùng chiếc tàu ngầm Sabalo (SS-302), nó lên đường quay trở về nhà, về đến San Diego vào ngày 25 tháng 10.
Trong mười tháng tiếp theo, Bausell được nghỉ ngơi, bảo trì, tiếp liệu và huấn luyện để chuẩn bị cho lượt hoạt động tiếp theo. Nó khởi hành từ San Diego vào ngày 7 tháng 9, 1968, ghé qua Yokosuka và vịnh Subic trước khi gia nhập cùng tàu sân bay Coral Sea (CVA-43) tại vịnh Bắc Bộ vào ngày 10 tháng 10. Sau khi gặp gỡ tàu tuần dương hạng nặng Canberra (CA-70) bốn ngày sau đó, nó tiến hành bắn phá bờ biển nhắm vào các mục tiêu dọc bờ biển Bắc Việt Nam trong một tuần lễ. Quay trở lại phục vụ cùng đội tàu sân bay vào cuối tháng 10, nó hoạt động canh phòng máy bay và chống tàu ngầm cho các tàu sân bay, hỗ trợ hải pháo tại khu vực Đà Nẵng, rồi phục vụ tìm kiếm và giải cứu phối hợp với Worden trong bốn tuần lễ, trước khi rời vùng chiến sự vào tháng 2, 1969. Mặc dù đã rời Yokosuka vào ngày 21 tháng 2 để quay trở về San Diego, nó đã quay ngược trở lại khu vực quần đảo Ogasawara vào ngày 23 tháng 2 để giải cứu thủy thủ đoàn của một tàu đánh cá Nhật Bản bị tai nạn hỏa hoạn, trước khi tiếp tục hành trình quay trở về nhà.
Về đến San Diego vào ngày 4 tháng 3, Bausell tiến hành những hoạt động tại chỗ đồng thời phục vụ như một tàu huấn luyện kỹ thuật cho đến ngày 28 tháng 7, khi nó đi vào Xưởng hải quân Long Beach cho một đợt đại tu kéo dài ba tháng. Kết thúc công việc trong xưởng tàu vào ngày 4 tháng 11, nó tiếp tục những hoạt động thường lệ tại San Diego, cho đến khi lại lên đường đi sang Viễn Đông. Quay trở lại vùng biển Việt Nam quen thuộc vào tháng 6, 1970, nó hoạt động tại khu vực tìm kiếm và giải cứu phía Bắc, phục vụ canh phòng máy bay tại Trạm Yankee cho các tàu sân bay Oriskany và America (CVA-66), và làm nhiệm vụ PIRAZ (Positive Identification Radar Advisory Zone: Khu vực Nhận dạng và Tư vấn Radar Chủ động) trong vịnh Bắc Bộ cho đến tháng 8. Chiếc tàu khu trục đã hỗ trợ hải pháo dọc bờ biển, bắn phá các mục tiêu đối phương theo yêu cầu trong tháng 9, rồi hộ tống cho tàu sân bay Bon Homme Richard (CV-31) tại Trạm Yankee trong tháng 10. Sau một chuyến đi ngắn đến vùng biển phía Bắc quần đảo Hoàng Sa theo dõi hoạt động của những tàu đánh cá Liên Xô, nó lên đường quay trở về nhà vào ngày 14 tháng 11.
Về đến San Diego vào ngày 1 tháng 12, Bausell trải qua tám tháng đầu năm 1971 cho những hoạt động thực hành tại chỗ ngoài khơi bờ biển California. Nó nhận được tin tức về việc sẽ chuyển cảng nhà đến Yokosuka, Nhật Bản vào ngày 1 tháng 9, như một phần của chiến lược bố trí tiền phương của Hải quân; nó rời San Diego vào ngày 20 tháng 10, và đi đến Yokosuka vào ngày 11 tháng 11. Hoạt động đầu tiên của con tàu là vào ngày 1 tháng 12, khi nó rời Sasebo đi vịnh Subic, Philippines tham gia một cuộc thực hành vận tải và đổ bộ; và đang khi thực tập trên đường đi ngoài khơi Đài Loan, nó đã bảo vệ thành công đoàn tàu vận tải khi bắn mô phỏng một tên lửa chống ngầm ASROC trúng đích vào tàu ngầm Harder (SS-568).
Vào ngày 14 tháng 12, do tình hình căng thẳng gia tăng giữa Ấn Độ, Đông Pakistan (nay là Bangladesh) và Tây Pakistan, đội đặc nhiệm (sau đổi tên thành Lực lượng Đặc nhiệm 74) được lệnh băng qua eo biển Malacca để tiến vào Ấn Độ Dương. Lực lượng đổ bộ, dưới sự bảo vệ của tàu sân bay Enterprise (CVN-65), đã tuần tra ngoài khơi bờ biển Ceylon (nay là Sri Lanka) phòng ngừa việc công dân Hoa Kỳ cần được di tản khẩn cấp. Khi quân đội Ấn Độ can thiệp vào các lãnh thổ Kashmir và Đông Pakistan, xung đột nhanh chóng kết thúc và cuộc khủng hoảng cũng được dàn xếp qua việc thành lập nhà nước Bangladesh trên lãnh thổ Đông Pakistan trước đây một tháng sau đó.
Tách khỏi hoạt động tại Ấn Độ Dương vào ngày 6 tháng 1, 1972, Bausell đi đến vùng chiến sự ngoài khơi Việt Nam, nơi nó cùng tàu khu trục Parsons (DDG-33) làm nhiệm vụ bắn hải pháo hỗ trợ cho cuộc chiến trên bộ trước khi đi đến Vũng Tàu vào ngày 11 tháng 1. Ra khơi ngay ngày hôm sau, con tàu viếng thăm Hong Kong và Okinawa trước khi về đến Yokosuka vào ngày 20 tháng 1. Nó ở lại vùng biển Nhật Bản để bảo trì và huấn luyện cho đến khi lên đường đi sang vùng biển Việt Nam vào ngày 18 tháng 2.
Bausell gia nhập cùng Coral Sea tại Trạm Yankee trong vịnh Bắc Bộ vào ngày 4 tháng 3, và trong nhiều ngày đã phục vụ hộ tống chống tàu ngầm và canh phòng máy bay cho chiếc tàu sân bay; nó đã cứu một thành viên thủy thủ đoàn từ chiếc tàu hỗ trợ tác chiến nhanh Camden (AOE-2) bị sóng biển cuốn qua mạn tàu vào ngày 6 tháng 3, rồi được lệnh tách ra để áp sát bờ biển Việt Nam. Trong hai tháng tiếp theo tại vùng chiến tuyến, chiếc tàu khu trục đã bắn hải pháo hỗ trợ cho cuộc chiến trên bộ cũng như bắn hỏa lực áp chế những khẩu đội pháo đối phương tại Hòn Mắt. Nó có một lượt nghỉ ngắn tại Yokosuka vào giữa tháng 5, rồi quay trở lại vùng chiến sự vào ngày 21 tháng 5, tiếp tục nhiệm vụ bắn quấy rối đối phương, bắn pháo can thiệp và bắn pháo sáng hỗ trợ vào ban đêm. Ngoài khơi Hòn La vào ngày 10 tháng 6, nó bị bắn trúng một phát đạn pháo, gây một đám cháy nhỏ tại ống phóng tên lửa chống ngầm ASROC rỗng; đám cháy nhanh chóng được dập tắt, và nó tiếp tục làm nhiệm vụ cho đến khi quay trở về Nhật Bản vào đầu tháng 7.
Trong bốn tháng tiếp theo, Bausell còn phục vụ tại vùng chiến sự Việt Nam thêm ba lượt, làm các nhiệm vụ hỗ trợ hải pháo, trinh sát và hỗ trợ các tàu làm nhiệm vụ PIRAZ. Nó gặp gỡ tàu khu trục Cochrane (DDG-21) vào ngày 28 tháng 10, và đã cùng phối hợp bắn phá các kho nhiên liệu, các vị trí pháo bờ biển và các tuyến đường giao thông ở khu vực Đồng Hới, kéo dài cho đến ngày 7 tháng 11. Trong đợt hoạt động này nó cũng đã bắn hai tên lửa chống bức xạ AGM-45 Shrike nhắm vào các trạm radar dọc bờ biển của quân đội Bắc Việt Nam. Buộc phải cơ động xuống phía Nam để né tránh cơn bão Pamela, nó quay trở lại vùng chiến sự vào ngày 16 tháng 11, tiếp tục hoạt động bắn phá trong tám ngày trước khi lên đường đi Yokosuka vào ngày 5 tháng 12.
Bausell quay trở lại vùng chiến sự tại Việt Nam vào ngày 22 tháng 1, 1973, lần này hoạt động ngoài khơi gần khu phi quân sự. Nó làm nhiệm vụ tiếp nhiên liệu trên đường đi cho các máy bay trực thăng xuất phát từ đất liền hoặc tàu chiến làm nhiệm vụ tìm kiếm và giải cứu (SAR), cũng như bắn hải pháo quấy phá và can thiệp và hỗ trợ các đơn vị tác chiến trên bộ, cho đến khi đạt được thỏa thuận ngừng bắn vào ngày 28 tháng 1, sau khi ký kết Hiệp định Paris 1973. Sau khi viếng thăm các cảng Bangkok, Thái Lan và Singapore, nó lên đường quay về cảng Yokosuka, nơi nó được sửa chữa và bảo trì trong ba tuần.
Lên đường vào ngày 22 tháng 3, Bausell viếng thăm Kobe rồi thực hành tác xạ ngoài khơi Okinawa, đồng thời thực hành chống tàu ngầm phối hợp cùng với chiếc Sailfish (SS-572). Sau khi được tiếp nhiên liệu và tiếp liệu tại vịnh Buckner, Okinawa, nó tham gia cùng các tàu khu trục Gurke (DD-783) và Leonard F. Mason (DD-852) cho một đợt tập trận đổ bộ phối hợp với Hải quân Cộng hòa Hàn Quốc ngoài khơi Yang Po Ri, Nam Triều Tiên. Con tàu viếng thăm Hong Kong trước khi quay trở lại Yokosuka vào ngày 28 tháng 4, rồi tiếp tục đi đến Shimoda, Shizuoka tham gia Lễ hội Black Ship, một hoạt động kỷ niệm chuyến viếng thăm Nhật Bản của hải đội dưới quyền Thiếu tướng Hải quân Matthew C. Perry vào năm 1854. Chiếc tàu khu trục đi vào xưởng tàu của hãng Sumitomo vào ngày 25 tháng 6 để được đại tu.
Hoàn tất công việc trong xưởng tàu, Bausell hoạt động huấn luyện ôn tập cho đến ngày 10 tháng 1, 1974, rồi lên đường đi Pusan, Hàn Quốc để tập trận chống tàu ngầm cùng các tàu chiến Nam Triều Tiên, thực hành phối hợp chhiến thuật chho một cuộc tấn công mô phỏng nhắm vào mục tiêu giả định là tàu ngầm Darter (SS-227). Trong những tháng tiếp theo, nó hoạt động cùng với tàu sân bay Midway (CV-41) trong các hoạt động thực tập và huấn luyện tại các vùng biển Philippines và biển Hoa Đông. Sang tháng 5, nó hộ tống một lực lượng đổ bộ đi sang khu vực biển Coral để tập trận phối hợp cùng hải quân các nước Anh, Australia, Fiji và New Zealand. Sau đó vào ngày 18 tháng 6, chiếc tàu khu trục viếng thăm Mackay, Queensland và Sydney, Australia, rồi đi ngang qua vịnh Subic trước khi về đến Yokosuka vào ngày 21 tháng 7.
Vào tháng 9, Bausell lặp lại đợt tập trận chống tàu ngầm phối hợp cùng các tàu chiến Hàn Quốc nhắm vào mục tiêu giả định là tàu ngầm Sailfish, rồi viếng thăm Sasebo và Hong Kong. Sau đó nó phục vụ canh phòng máy bay cho tàu sân bay Constellation đồng thời thu thập thông tin tình báo về một tàu tuần dương lớp Kresta II của Liên Xô hoạt động trong khu vực. Sau khi được bảo trì trong một tháng tại Yokosuka, nó đi sang biển Hoàng Hải vào cuối tháng 11 để thực hành chống tàu ngầm cùng Hải quân Hàn Quốc, rồi hộ tống bảo vệ cho tàu sân bay Midway trước khi quay trở về Yokosuka vào ngày 20 tháng 12.
Trong những tháng đầu năm 1975, Bausell tiếp tục các hoạt động huấn luyện và bảo trì thường lệ tại chỗ. Nó hoạt động thực hành tại vùng biển ngoài khơi Okinawa, và viếng thăm các cảng Philippines và Đài Loan, đồng thời hộ tống các tàu sân bay thuộc Đệ Thất hạm đội. Vào ngày 4 tháng 4, nó cùng tàu sân bay Coral Sea lên đường đi sang vùng biển Ấn Độ Dương; tuy nhiên những diễn biến do xung đột lan rộng tại Việt Nam đã khiến các con tàu phải chuyển hướng vào ngày 11 tháng 4, đi đến vùng biển ngoài khơi Nam Việt Nam. Trong khuôn khổ Chiến dịch Frequent Wind vào cuối tháng 4 và đầu tháng 5, 1975, tàu chiến thuộc Đệ Thất hạm đội đã trợ giúp vào việc di tản công dân Hoa Kỳ cũng như viên chức, quân đội và thường dân Nam Việt Nam, trước khi lực lượng Cộng sản chiếm được Sài Gòn vào ngày 30 tháng 4.
Sau khi đi đến Singapore để được bảo trì trong ba ngày, đội đặc nhiệm tiếp tục hành trình đi Australia vào ngày 11 tháng 5. Tuy nhiên chỉ hai ngày sau các con tàu được lệnh khẩn cấp quay trở lại khu vực vịnh Thái Lan hỗ trợ cho việc giải cứu tàu container Hoa Kỳ SS Mayaguez bị lực lượng vũ trang Khmer Đỏ bắt giữ trong hải phận quốc tế. Bausell đã hỗ trợ cho Coral Sea hoạt động trong năm ngày tiếp theo, khi chiếc tàu sân bay tung ra các phi vụ hỗ trợ lực lượng Thủy quân Lục chiến trên đảo Koh Tang. Sau khi thủy thủ đoàn của Mayaguez được phóng thích, đội đặc nhiệm cuối cùng cũng thực hiện chuyến đi sang Australia, đi đến Albany, Tây Úc vào ngày 31 tháng 5. Sau một tuần lễ viếng thăm, chiếc tàu khu trục lên đường quay trở lại Yokosuka ngang qua Philippines, đến nơi vào ngày 22 tháng 6.
Trong sáu tháng tiếp theo, Bausell hoạt động tại vùng biển chung quanh Nhật Bản, bao gồm việc huấn luyện ôn tập, phục vụ hộ tống cho tàu sân bay Midway, và tham gia cuộc Tập trận Tae Kwon Do IX cùng các đơn vị thuộc Hải quân Cộng hòa Hàn Quốc. Vào đầu năm 1976, con tàu hoạt động tại khu vực phụ cận các đảo Honshū và Hokkaidō để hộ tống cho các đơn vị thuộc Đệ Thất hạm đội, rồi thực hành chống tàu ngầm cùng các tàu chiến thuộc Lực lượng Phòng vệ Biển Nhật Bản. Những hoạt động tương tự được con tàu tiến hành tại khu vực Yokosuka cho đến tháng 10, khi nó cùng Midway thực hiện chuyến đi vòng quanh Nhật Bản trong hai tuần. Hành trình băng qua biển Nhật Bản đã thu hút sự quan tâm của Liên Xô khi máy bay ném bom đã thực hiện nhiều chuyến bay ngang bên trên, và một tàu khu trục tên lửa lớp Kanin đã theo dõi đội đặc nhiệm trong nhiều ngày.
Từ ngày 10 tháng 11, Bausell trải qua một đợt bảo trì và sửa chữa trong ụ tàu tại Yokosuka, kéo dài trong sáu tuần, khi chiếc tàu khu trục được thông tin xác nhận sẽ quay trở về Hoa Kỳ và ngừng hoạt động vào năm sau. Nó quay trở lại hoạt động thường lệ tại Yokosuka từ tháng 1, 1977, bao gồm việc phục vụ cùng đội đặc nhiệm tàu sân bay trong tháng 2 và tháng 3, khi nó ngăn chặn một tàu khu trục lớp Krivak tìm cách áp sát Midway, và tiếp tục thực hành chống tàu ngầm cùng các tàu chiến Hàn Quốc và Nhật Bản. Sang tháng 6, nó tham gia cuộc Tập trận Dolphinex 1-77, một đợt thao dượt chống tàu ngầm cùng các đơn vị Hải quân Philippine. Đến tháng 7, nó thực hiện chuyến viếng thăm sau cùng đến một cảng Hàn Quốc, và sau một chuyến đi ngắn đến Philippines vào đầu tháng 9, nó thiến hành những chuẩn bị sau cùng tại Yokosuka cho hành trình quay trở về Hoa Kỳ.

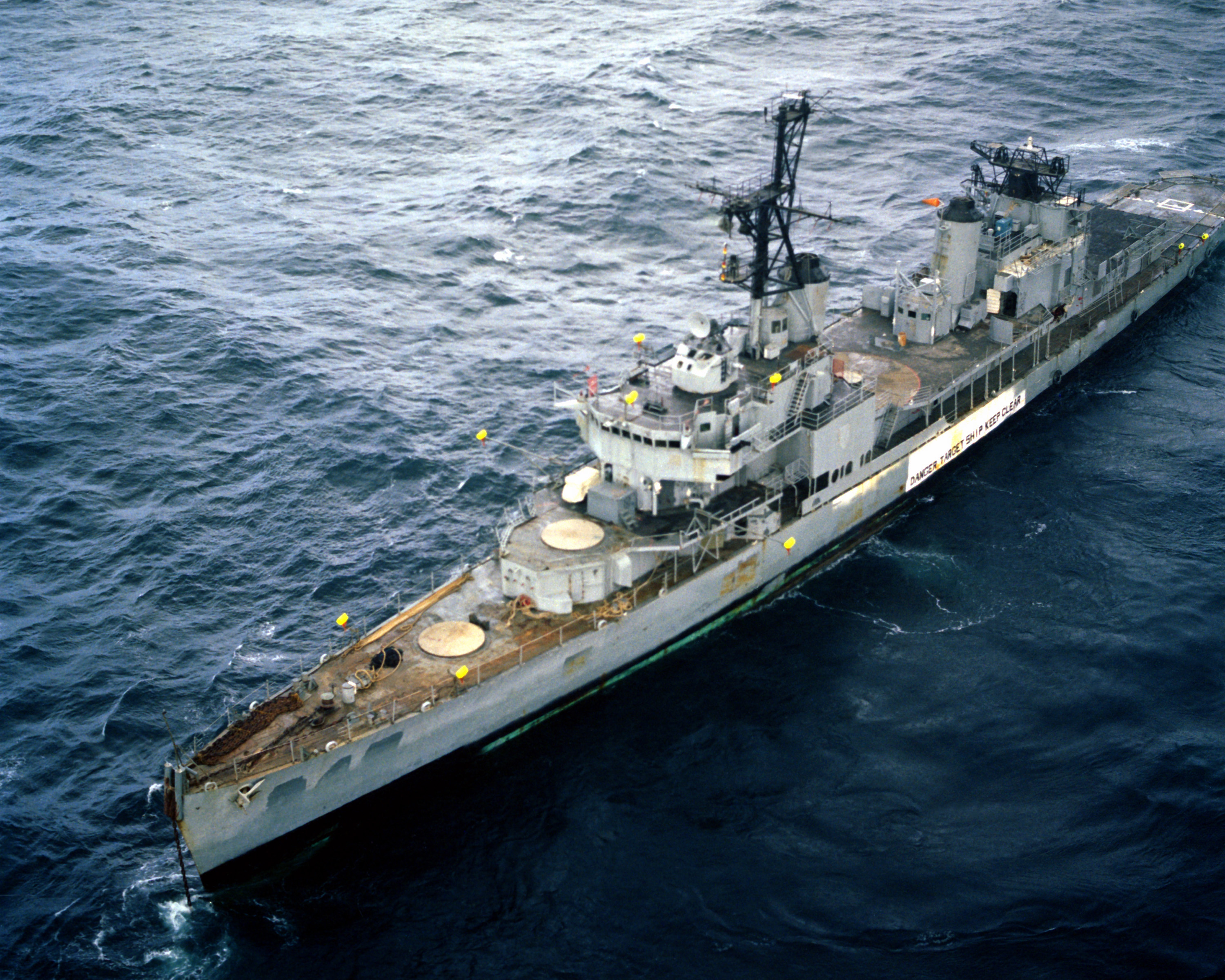
Bausell như một tàu mục tiêu để thử nghiệm tên lửa tại Thái Bình Dương, năm 1982

Bausell rời Nhật Bản lần sau cùng vào ngày 26 tháng 10. Nó có các chặng dừng tại Cơ Long, Bangkok, Singapore và Rabaul trước khi đi đến Sydney, Australia vào cuối tháng 11; và sau khi ghé qua Aucklandmột thời gian ngắn, con tàu tiếp tục hành trình để viếng thăm Tonga, Fiji và Pago Pago, Samoa thuộc Mỹ, trước khi đi đến Hawaii vào ngày 31 tháng 1, 1978. Chiếc tàu khu trục hoàn tất chặng cuối của hành trình khi về đến San Diego vào ngày 13 tháng 2.
Sau khi trải qua nhiều đợt thanh tra, Bausell chuyển sang trạng thái ngừng hoạt động vào ngày 15 tháng 3. Được xác định sẽ không được bán cho bất kỳ hải quân đồng minh nào, thủy thủ đoàn bắt đầu chuẩn bị các quy trình bất hoạt cho con tàu. Nó chính thức được cho xuất biên chế vào ngày 30 tháng 5, 1978, đồng thời cũng được rút tên khỏi danh sách Đăng bạ Hải quân cùng ngày hôm đó. Nó được chuyển giao cho Trung tâm Thử nghiệm Tên lửa Thái Bình Dương để phục vụ cho chương trình phát triển tên lửa chống hạm AGM-84 Harpoon, và cuối cùng bị đánh chìm như một mục tiêu vào ngày 17 tháng 7, 1987.

## Phần thưởng
Bausell được tặng thưởng chín Ngôi sao Chiến trận do thành tích phục vụ trong Chiến tranh Việt Nam.